# Donec eris felix, multos numerabis amicos; tempora si fuerint nubila, solus eris

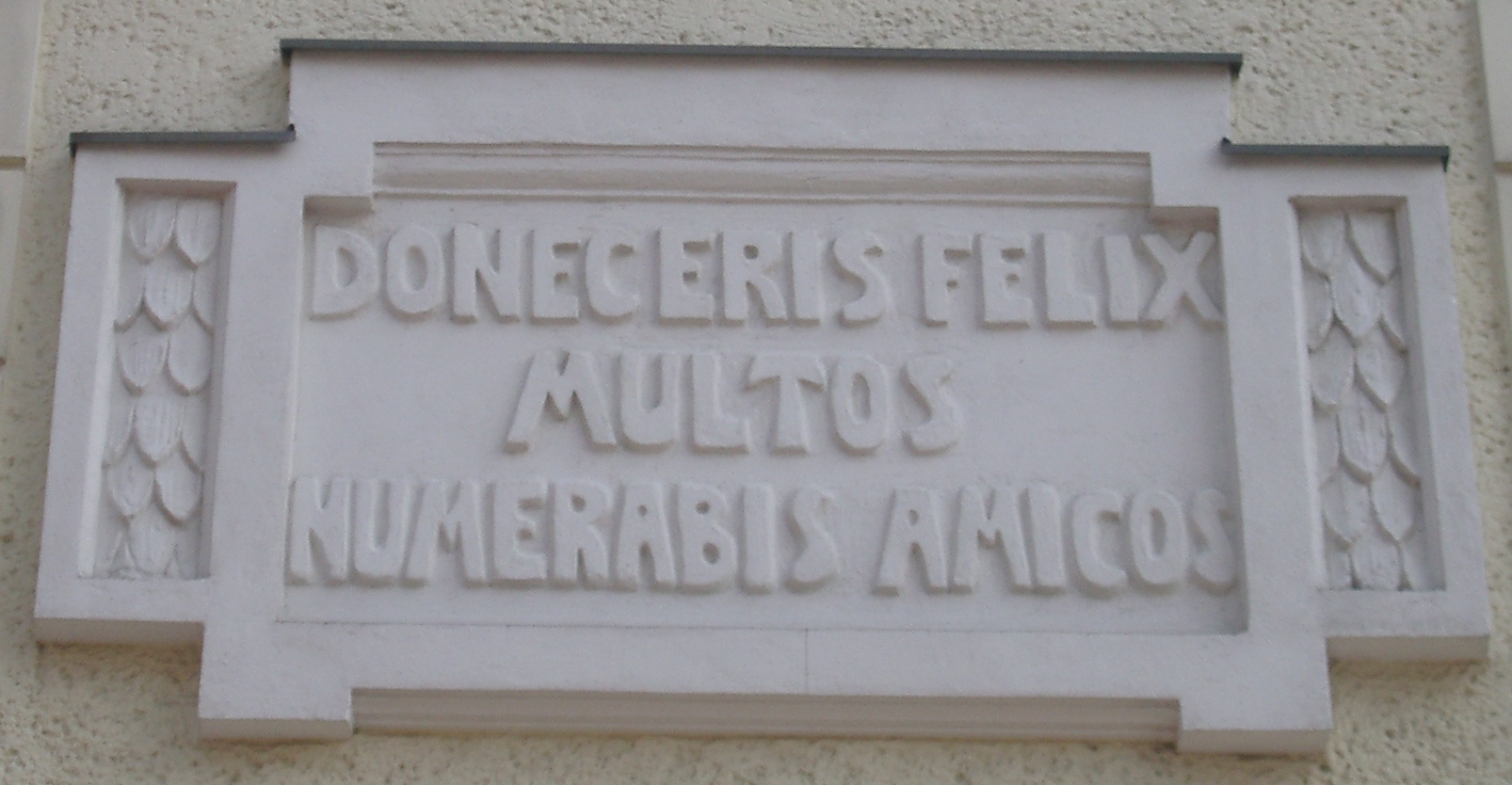
Una targa riportante la locuzione latina, angolo tra Revalstrasse e Libauerstrasse in Berlino

La locuzione latina Donec eris felix, multos numerabis amicos; tempora si fuerint nubila, solus eris, tradotta letteralmente, significa Finché sarai felice conterai molti amici, ma se i tempi saranno nuvolosi (nella sfortuna), ti troverai solo. (Ovidio,Tristia I,9,5).
L'autore con questa massima vuole dire che è facile avere degli amici nella buona sorte mentre nelle avversità si rimane soli con sé stessi.

## Nella cultura di massa
La prima parte di questa locuzione è citata nel volume Asterix in America in occasione dei festeggiamenti per il compleanno del capo dei pirati a bordo della loro nave.